# Futun al-Adiliya
Futun al-Adiliya (arabisch فتون العادلية, geb. im 12., gest. im 12. oder 13. Jahrhundert) war eine Sängersklavin des Ayyubiden-Sultans Al-Adil I., dem Bruder von Saladin.

## Leben
Futun al-Adiliya wurde al-Adil I., dem Ayyubiden-Sultan und Bruder des legendären Saladin, vom byzantinischen Kaiser geschenkt. Sie wird als schöne, begehrenswerte Frau beschrieben, die im Spielen von Musikinstrumenten und in der Dichtkunst sehr bewandert war. Die Quellen berichten, dass sie als Lohn für einige Gedichte ihren Herrn um einen Wunsch bat und daraufhin ein christlicher Gefangener freigekauft wurde.

## Rezeption
In der klassisch-arabischen Literatur wird Futun al-Adiliya unter anderem in Ibn Fadlallah al-Umaris (1301–1349) Hauptwerk, dem Lexikon Masālik al-abṣār fī mamālik al-amṣār, in seinem Kapitel über bekannte Sängersklavinnen aufgeführt.

### Arabische Primärquellen
- Ibn Fadlallah al-Umari (1301–1349): Masālik al-abṣār fī mamālik al-amṣār. Ins Deutsche übersetzt von Yasemin Gökpinar: Der ṭarab der Sängersklavinnen: Masālik al-abṣār fī mamālik al-amṣār von Ibn Faḍlallāh al-ʿUmarī (gest. 749/1349): Textkritische Edition des 10. Kapitels Ahl ʿilm al-mūsīqī mit kommentierter Übersetzung, Ergon Verlag, Baden-Baden 2021.

### Sekundärliteratur
- Yasemin Gökpinar: Der ṭarab der Sängersklavinnen: Masālik al-abṣār fī mamālik al-amṣār von Ibn Faḍlallāh al-ʿUmarī (gest. 749/1349): Textkritische Edition des 10. Kapitels Ahl ʿilm al-mūsīqī mit kommentierter Übersetzung, Ergon Verlag, Baden-Baden 2021.